# Sarcophaga galmuda
Sarcophaga galmuda är en tvåvingeart som beskrevs av Andy Z. Lehrer 1998. Sarcophaga galmuda ingår i släktet Sarcophaga och familjen köttflugor. Inga underarter finns listade i Catalogue of Life.